# Leonie Beck
Leonie Antonia Beck, född 27 maj 1997, är en tysk simmare.

## Karriär
Beck tävlade för Tyskland vid olympiska sommarspelen 2016 i Rio de Janeiro, där hon blev utslagen i försöksheatet på 800 meter frisim. I augusti 2021 vid OS i Tokyo slutade Beck på femte plats på 10 km öppet-vatten.
I juni 2022 vid VM i Budapest var Beck en del av Tysklands lag som tog guld i den mixade lagtävlingen. Vid samma mästerskap tog hon silver i 10 km öppet vatten. Beck slutade även på fjärde plats i 5 km öppet vatten.